# Geltrude Righetti-Giorgi
Geltrude Righetti (ur. 26 grudnia 1789 w Bolonii, zm. 24 kwietnia 1862 tamże) – włoska śpiewaczka (kontralt), znana przede wszystkim z oper Gioacchino Rossiniego. Jej nazwisko jest czasami podawane jako Giorgi-Righetti lub Righetti-Giorgi, Giorgi to nazwisko jej męża.

## Życie i kariera
Urodzona w Bolonii, gdzie studiowała i debiutowała w 1814 r. W roku 1816 wystąpiła w roli Rozyny w premierowym spektaklu Cyrulika sewilskiego w teatrze Argentina w Rzymie. W tym samym roku ponownie zinterpretowała Rozynę w teatrze Contavalli w Bolonii  i na Pergoli we Florencji. Dla tych spektakli Rossini  przetransponował arię finałową hrabiego Almaviva Cessa più resistere... / Ah il più lieto na kontralt aby mogła ją  wykonywać  Righetti.
25 stycznia 1817 roku została obsadzona przez Rossiniego w roli Angeliny w Kopciuszku w teatrze Valle w Rzymie.
Jej kariera była krótka. Wycofała się ze sceny w 1822 roku. Zmarła w Bolonii w 1862 r.
W 1823 r. w odpowiedzi na krytyczny artykuł  Stendhala na temat Cyrulika napisała słynne wspomnienie Cenni di una donna già cantante sopra il Maestro Rossini ..., które zawiera opis premiery Cyrulika sewilskiego.

## Źródła
- Cagli, Bruno (1992), „Righetti, Geltrude” w The New Grove Dictionary of Opera, wyd. Stanley Sadie (Londyn) ISBN 0-333-73432-7. Również w Oxford Music Online (wymagana subskrypcja).
- Righetti-Giorgi, Geltrude (1823). Cenni di una don gi Cantant [Gertrude (sic) Righetti-Giorgi] sopra il maestro Rossini in risposta a ciò che ne scrisse w stanie dell'anno 1822 il giornalista inglese in Parigi, etc. Bolonia. OCLC   503729958. [Odpowiedź na artykuł zatytułowany „Rossini” podpisany Alceste, tj  Stendhal, w miesięczniku The Paris monthly review of British and continental literature, vol. 1 (BnF Catalogue général   : Notice de périodique)].
- Warrack, John and West, Ewan (1992), The Oxford Dictionary of Opera, 782 strony, ISBN 0-19-869164-5.